# Szokotrai sárkányfa
A Dracaena cinnabari, szokotrai sárkányfa vagy sárkányvérfa az Arab-tengeren található, Jemenhez tartozó Szokotra szigetcsoporton őshonos sárkányfa. Nevét a fák által termelt vörös gyanta vérszerű színéről kapta. Jemen nemzeti fájának tartják.

## Leírás

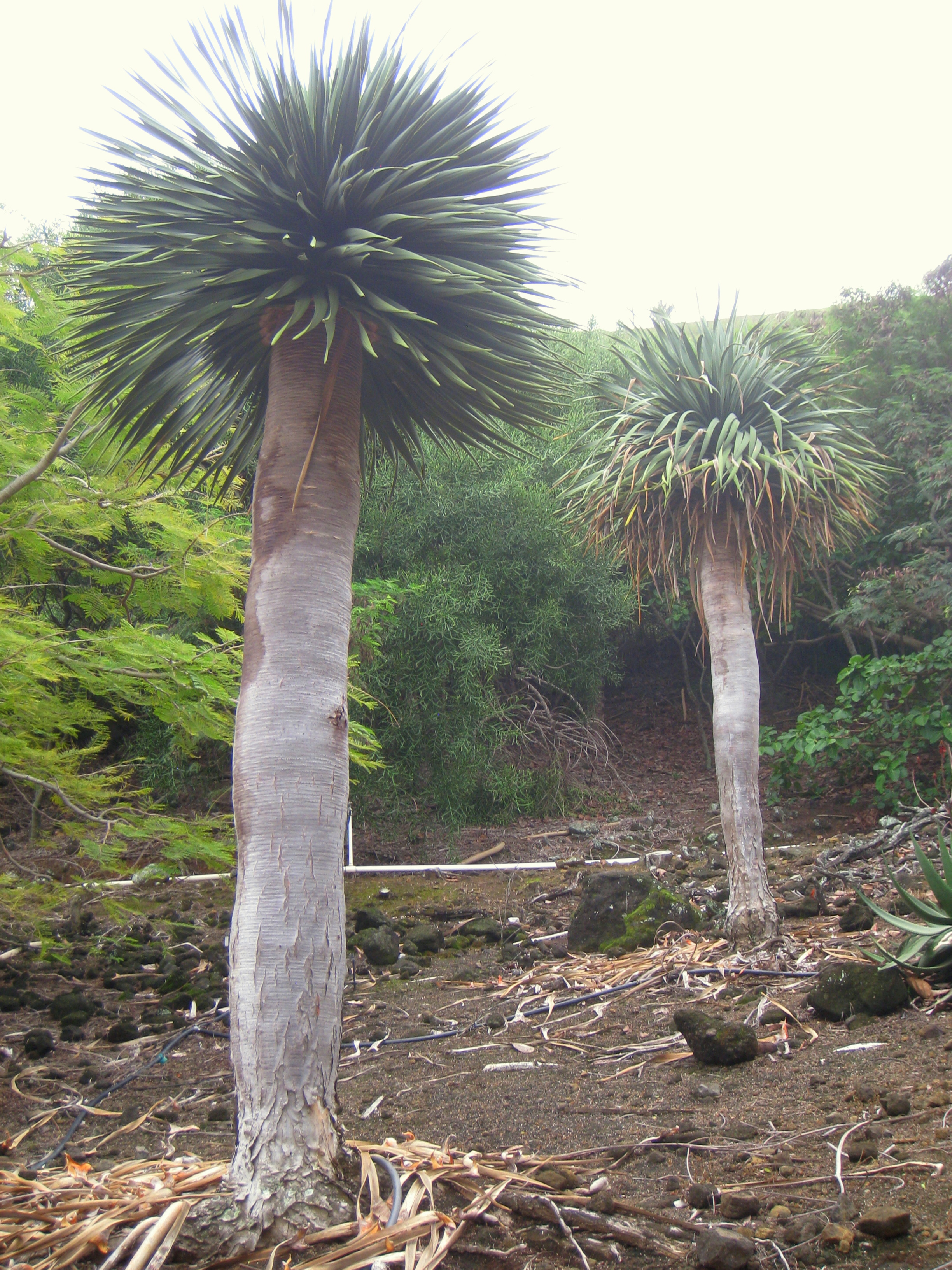
Fiatal Dracaena cinnabari példány a Koko-kráter botanikus kertjében, Honolulu, Hawaii, Egyesült Államok

A sárkányvérfa egyedi és furcsa megjelenésű, "felfelé fordított, sűrűn tömött koronája egy függőlegesen tartott esernyő alakú". Ez az örökzöld faj nevét sötétvörös gyantájáról kapta, amelyet "sárkányvérnek" neveznek. A legtöbb egyszikű növénytől eltérően a Dracaenára másodlagos megvastagodás jellemző, a D. cinnabari még a kétszikű fafajoknál található évgyűrűkre emlékeztető növekedési zónákkal is rendelkezik. A Dracaenának más fásszárú fajokkal együtt jellegzetes növekedési habitusa van, amelyet "dracoid habitusnak" neveznek. Levelei csak a legfiatalabb ágak végén találhatók; levelei 3-4 évente mind lehullanak, mivel az új levelek egyidejűleg érnek be. Az elágazás általában akkor következik be, amikor a végrügy növekedése leáll, akár virágzás, akár traumás események (pl. növényevés) miatt.
Termései kis húsos bogyók, amelyek 1-4 magot tartalmaznak. Fejlődésük során zöldből feketére színeződnek, majd éréskor narancssárgára. A bogyókat a madarak (pl. az Onychognatus fajok) fogyasztják, és ezáltal elterjednek. A magok 4-5 mm átmérőjűek és átlagosan 68 mg tömegűek. A bogyók mélyvörös gyantát bocsátanak ki, amelyet sárkányvérnek neveznek.
Más egyszikűekhez, például a pálmákhoz hasonlóan, a sárkányvérfa is a törzs csúcsán növekszik, és a hosszú, merev levelek sűrű helyezkednek el a végén. Éréskor elágazik, hogy ernyő alakú koronát hozzon létre, amelynek levelei akár 60 cm hosszúak és 3 cm szélesek is lehetnek. A sárkányvérfa törzse és ágai vastagok és zömökek, és kétágúak, ahol az egyes ágak többször két részre osztódnak.

### Biológiája

A Szokotra szigetcsoport térképe

A sárkányvérfa általában március körül hozza virágait, bár a virágzás helytől függően változik. A virágok általában az ágak végén nőnek. A növények virágzatot hoznak létre, és apró, illatos, fehér vagy zöld virágfürtöket hordoznak. A termések teljes érése öt hónapig tart. A termés húsos bogyónak nevezhető, amely a fokozatos érés során zöldből feketére változik. A húsos bogyós gyümölcs végül narancsvörös színű lesz, amely egy-három magot tartalmaz. A bogyókat általában a madarak és más állatok eszik és terjesztik el.
A fa alakja a száraz, kevés talajjal rendelkező, száraz körülményekhez, például a hegycsúcsokon való túléléshez alkalmazkodott. A nagy, tömött korona árnyékot ad és csökkenti a párolgást. Ez az árnyék a felnőtt fa alatt növő csemeték túlélését is segíti, ami megmagyarázza, hogy a fák miért nőnek egymáshoz közel.

## Rendszertan

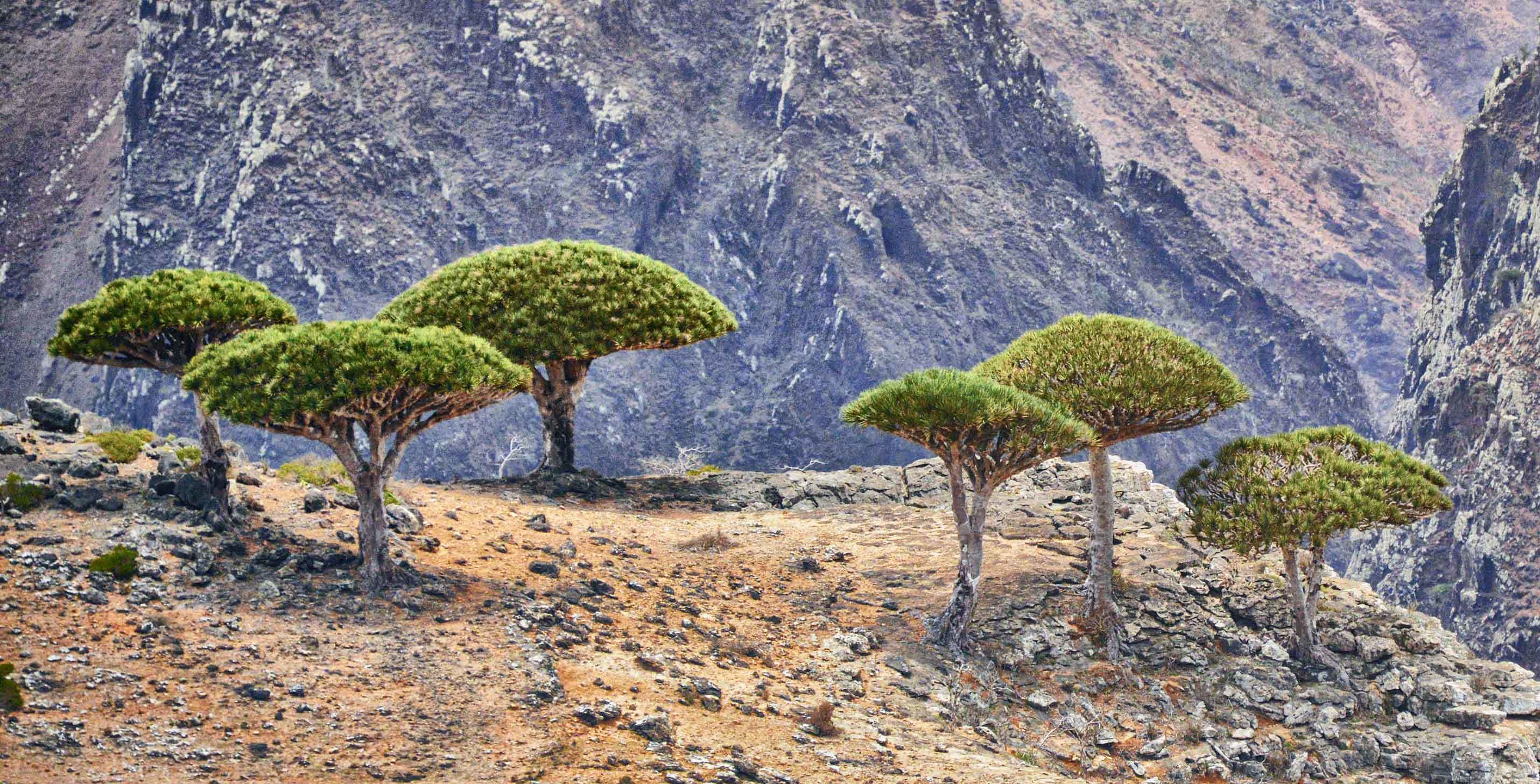
Sárkányfák a szurdok szélén Szokotra szigetén

A D. cinnabari első leírása a Kelet-indiai Társaság egyik tagja – név szerint Wellsted hadnagy – által vezetett szokotrai felmérés során készült 1835-ben. Először a Pterocarpus draco nevet kapta, de 1880-ban Isaac Bayley Balfour skót botanikus hivatalos leírást készített a fajról, és átnevezte Dracaena cinnabarira. A 60-100 Dracaena-faj közül a D. cinnabari egyike annak a hat fajnak, amelyik faként nő.
Más szokotrai növényekkel együtt a D. cinnabari valószínűleg a tethyai flórából származik. A növényt a mio-pliocén laurázsiai szubtrópusi erdők maradványának tekintik, amelyek mára Észak-Afrika kiterjedt elsivatagosodása miatt csaknem kihaltak.

## Fordítás
Ez a szócikk részben vagy egészben  a   Dracaena cinnabari című angol Wikipédia-szócikk ezen változatának fordításán alapul.  Az eredeti cikk szerkesztőit annak laptörténete sorolja fel. Ez a jelzés csupán a megfogalmazás eredetét és a szerzői jogokat jelzi, nem szolgál a cikkben szereplő információk forrásmegjelöléseként.